# Julia Dufvenius
Elin Julia Dufvenius Wollter (Göteborg, 8 ottobre 1975) è un'attrice svedese. È apparsa in programmi televisivi, film e opere teatrali. Il ruolo che l'ha portata alla ribalta è stato nella miniserie televisiva Glappet (1997). Dufvenius ha interpretato un ruolo di supporto nell'ultimo film di Ingmar Bergman, Sarabanda (2003).

## Biografia
Dufvenius è nata l'8 ottobre 1975 a Göteborg, Svezia. È stata principalmente cresciuta dalla madre, Lena, produttrice televisiva e teatrale, in alloggi collettivi. Suo padre lavorava nell'industria delle costruzioni. Dufvenius ha una sorella maggiore. Da bambina, ha recitato ruoli minori nelle produzioni teatrali e televisive di sua madre, incluso un ruolo da adolescente nella serie SVT Den andra våren (1989). La serie fu girata principalmente a San Pietroburgo, in Russia, e non andò mai in onda dopo che diverse persone coinvolte nella produzione morirono in un incendio durante le riprese. Dopo aver completato il liceo, ha svolto un tirocinio presso il Backa Theatre, e successivamente ha studiato all'Högskolan för scen och musik (Accademia di Musica e Dramma) dell'Università di Göteborg.
La svolta arriva nel 1997, quando interpreta una donna forte e indipendente nella miniserie SVT Glappet. Dopo la laurea, appare in un piccolo ruolo nella produzione teatrale di Ingmar Bergman dell'opera Mary Stuart di Friedrich Schiller (2000), al Royal Dramatic Theatre. Questo la porta ad ottenere un ruolo, appositamente scritto per lei, nell'ultimo film di Bergman, Sarabanda, nel 2003.
Al Royal Dramatic Theatre, Dufvenius ha recitato in diverse produzioni, tra cui il ruolo di Regan in King Lear (2003), Sofia in Zio Vania (2008) e il ruolo titolo in Jane Eyre (2009). Nel 2015, Dufvenius appare in Den försvunna ringen presso il Deutsches Theater di Berlino. La produzione ha coinvolto attori e registi provenienti da numerose nazioni europee ed è stata tematicamente ispirata dalla commedia di Gotthold Ephraim Lessing Nathan il saggio.

## Vita privata
Dufvenius è sposata con l'attore e cantante christopher wollter con il quale ha avuto un figlio e una figlia.

## Filmografia parziale
- Sarabanda (Saraband), regia di Ingmar Bergman (2003)
- Arn - L'ultimo cavaliere (Arn: Tempelriddaren), regia di Peter Flinth (2007)
- Modus - serie TV, 5 episodi (2015)
- Lust - serie TV, 8 episodi (2022)
- Heder - serie TV, 22 episodi (2019-2022)
- Familjen Andersson, regia di Peter Dalle - serie TV (2023)